# Municipio de Grant (condado de O'Brien)
El municipio de Grant (en inglés: Grant Township) es un municipio ubicado en el condado de O'Brien en el estado estadounidense de Iowa. En el año 2010 tenía una población de 154 habitantes y una densidad poblacional de 1,65 personas por km².

## Geografía
El municipio de Grant se encuentra ubicado en las coordenadas 43°2′32″N 95°26′24″O / 43.04222, -95.44000. Según la Oficina del Censo de los Estados Unidos, el municipio tiene una superficie total de 93.16 km², de la cual 93,09 km² corresponden a tierra firme y (0,07 %) 0,06 km² es agua.

## Demografía
Según el censo de 2010, había 154 personas residiendo en el municipio de Grant. La densidad de población era de 1,65 hab./km². De los 154 habitantes, el municipio de Grant estaba compuesto por el 94,81 % blancos, el 2,6 % eran afroamericanos, el 0,65 % eran asiáticos y el 1,95 % eran de una mezcla de razas. Del total de la población el 1,95 % eran hispanos o latinos de cualquier raza.